# Ихтиокентавр

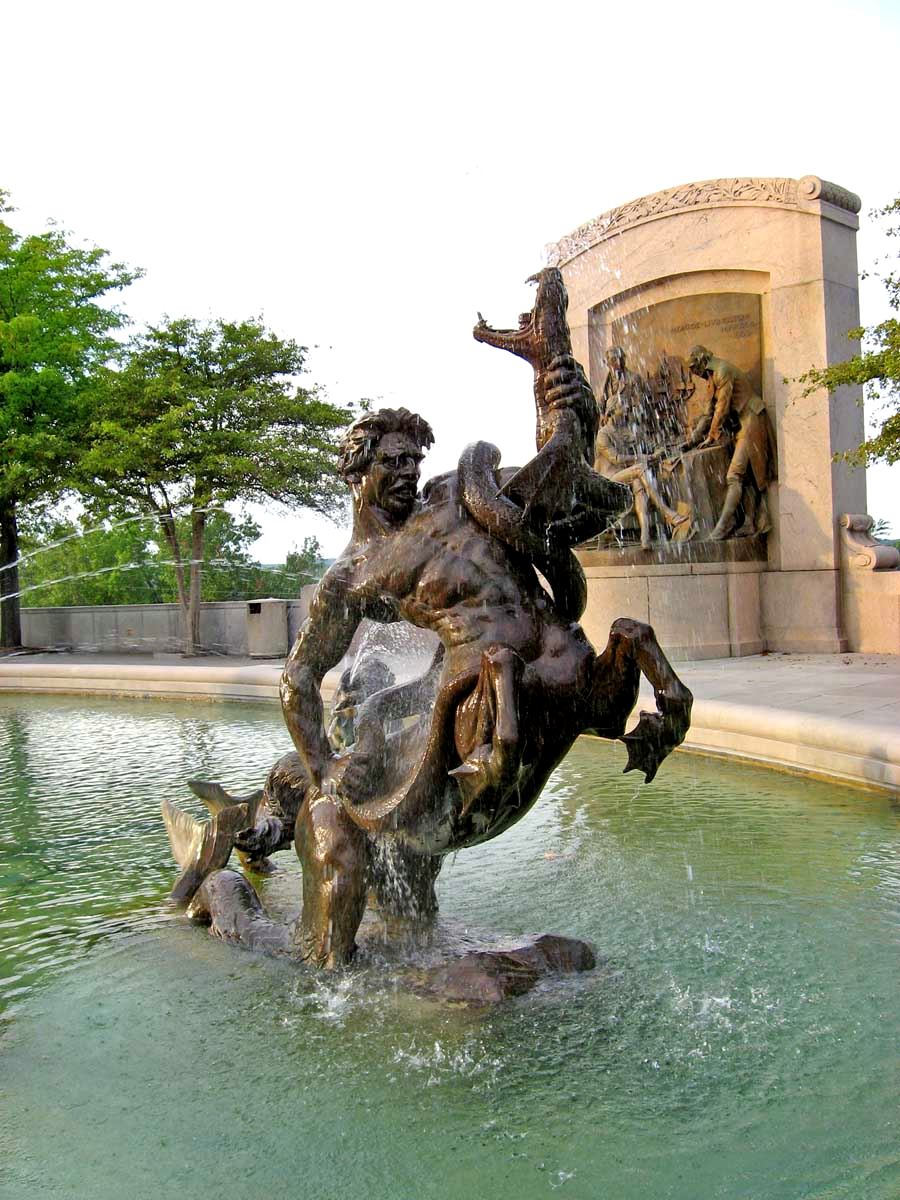
Статуя ихтиоцентавра снаружи здания государственного Капитолия Миссури.

В позднеклассическом греческом искусстве ихтиокентавры (др.-греч. Ιχθυοκένταυρος, множественное число: Ιχθυοκένταυροι) были существами, изображёнными с передними ногами лошади; а именно, кентавроподобные морские существа с верхней частью тела человека, нижней передней частью лошади и хвостом рыбы. Самый ранний пример относится ко II веку до н. э. среди фризов в Пергамском алтаре. Есть ещё примеры Афроса и/или Бифоса, персонификаций пены и бездны, соответственно, изображённые как ихтиокентавры в мозаиках и скульптурах.
Термин «ихтиокентавр» относится к позднему словотворчеству, присущему византийскому писателю Иоанну Цецу в XII веке. Они также называются морскими кентаврами.

## Номенклатура

### Происхождение
Слово «ихтиокентавр» вообще не входит в словарь классической античности. Слово было впервые использовано в XII веке Иоанном Цецем в его комментарии к На Ликофрона, 34; и, возможно, было придумано им..

### Значение
Ихтиокентавр представлен как Тритон, имеющий передние лошадиные ноги, а не только рыбоподобную нижнюю часть тела.
Ихтиокентавр происходит от двух разных слов, ихтио- и кентавр. Ichthyo- это прилагательное от греческого ikhthis (ιχθύς) "рыба"; кентавр, от греческого kentauros (κένταυρος), существо из классической мифологии, у которого верхняя часть тела человека прикреплена к телу и ногам лошади.

### Синонимы
Термин или его эквиваленты на других европейских языках (нем. Ichthyokentaur, мн.ч.: Ichthyokentauren; фр. Ichthyocentaure) были использованы в комментариях к классическому искусству в современную эпоху, и народные термины, такие как «морской кентавр» (нем. Seekentauren, Fischkentauren; фр. centaures marins) также были взаимозаменяемы Генри ван де Ваал (1976) поместил «ихтиокентавра», «кентавротритона» и «морского кентавра» в одну и ту же иконографическую группу, или Iconclass., и принял эти наименования в своих археологических трудах.
Кентавротритоны — другое название ихтиокентавров, отмеченное в справочнике XIX века.

## Греческое искусство

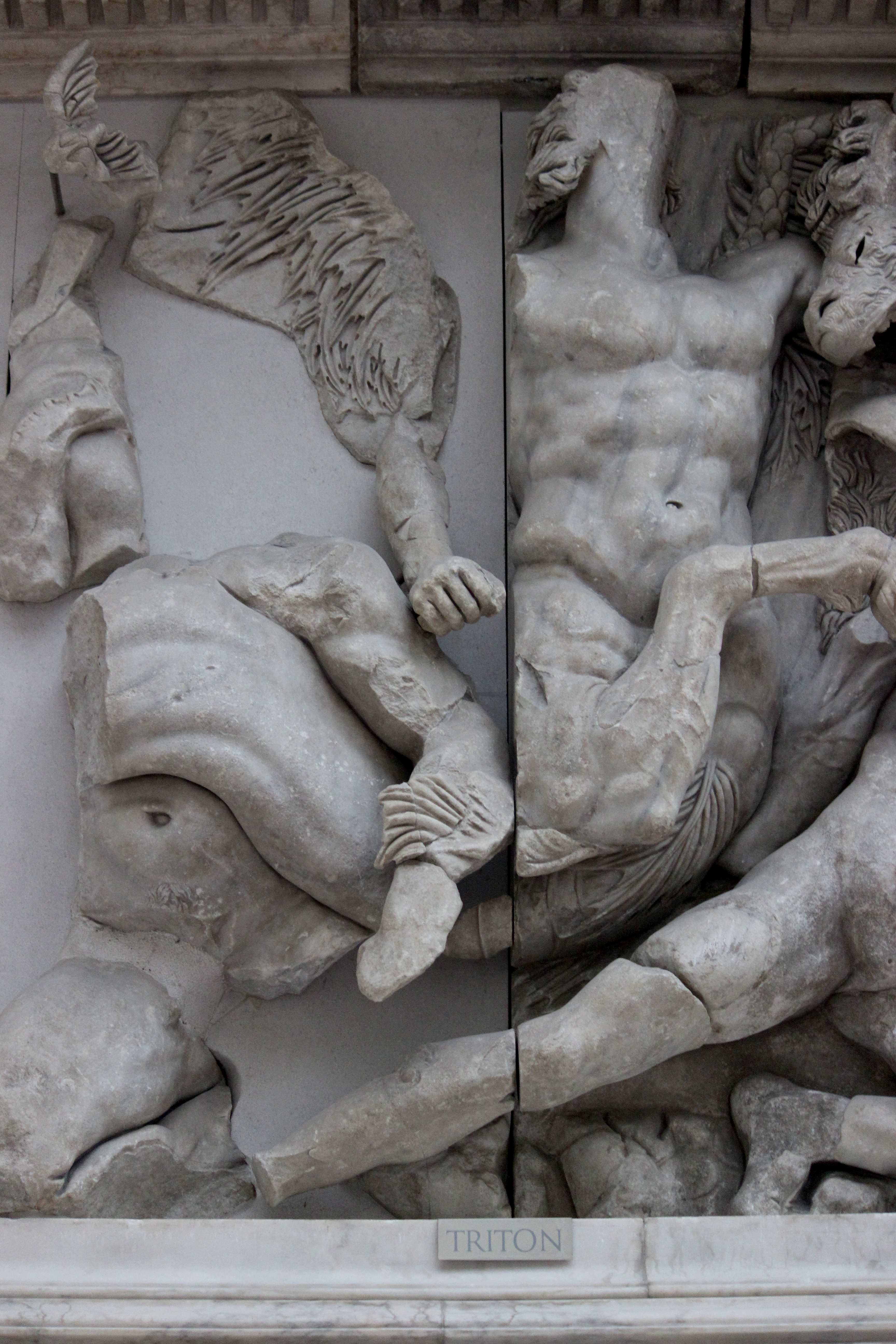
Тритон на Пергамском алтаре

Самое раннее датированное изображение ихтиокентавра найдено в рельефных скульптурах Пергамского алтаря (II век до н. э.), хотя в надписи эта фигура обозначена как «Тритон». Ихтиокентавр в этой рельефной скульптуре имеет крылья на спине; эти крылья имеют особый тип, который, вероятно, не совпадает с перьями, но вместо этого состоит из некоторых частей морской водоросли или морского существа.
Ихтиокентавры иногда изображаются с парой рук-клешней, как у омара, выходящих из их голов.

### Афрос и Бифос

#### Мозаика в Зевгме
В мозаике «Рождение Венеры (Афродиты)», обнаруженной в Зевгме, Турция показано, что Афродита выходит из скорлупы, поддерживаемой двумя «морскими кентаврами», как особые названия тритонов, согласно статье, опубликованной лидером французской команды раскопок. На мозаиках нанесены надписи, в которых морские кентавры обозначены как Афрос (персонифицированная «Морская пена») и Бифос («Морские глубины»).
Афрос показан с парой клешневидных придатков, растущих из его головы, как и Бифос (см. иллюстрации).
В мозаике Зевгмы тритон, выглядящий старшим, помечен как Афрос, а юный тритон — Бифос, что противоречит другим подобным примерам.
Эта мозаика датируется III веком нашей эры и в настоящее время является частью коллекции Газиантепского археологического музея, в настоящее время размещённой в помещении под названием Музей мозаики в Зевгме.

#### Апамея, Пафос и другие
В мозаике морской процессии, найденной под собором в Апамее, Сирия (ок. 362—363 гг. н. э.), есть Афрос в форме ихтиокентавра. Этот Афрос (обозначен надписью) изображён как молодой тритон с клешнеподобными антеннами на голове и волосами из морских водорослей. Бифос также появляется в той же группе; он, очевидно, выглядит пожилым, и комментатор отмечает, что это не кто иной, как «Старик моря».

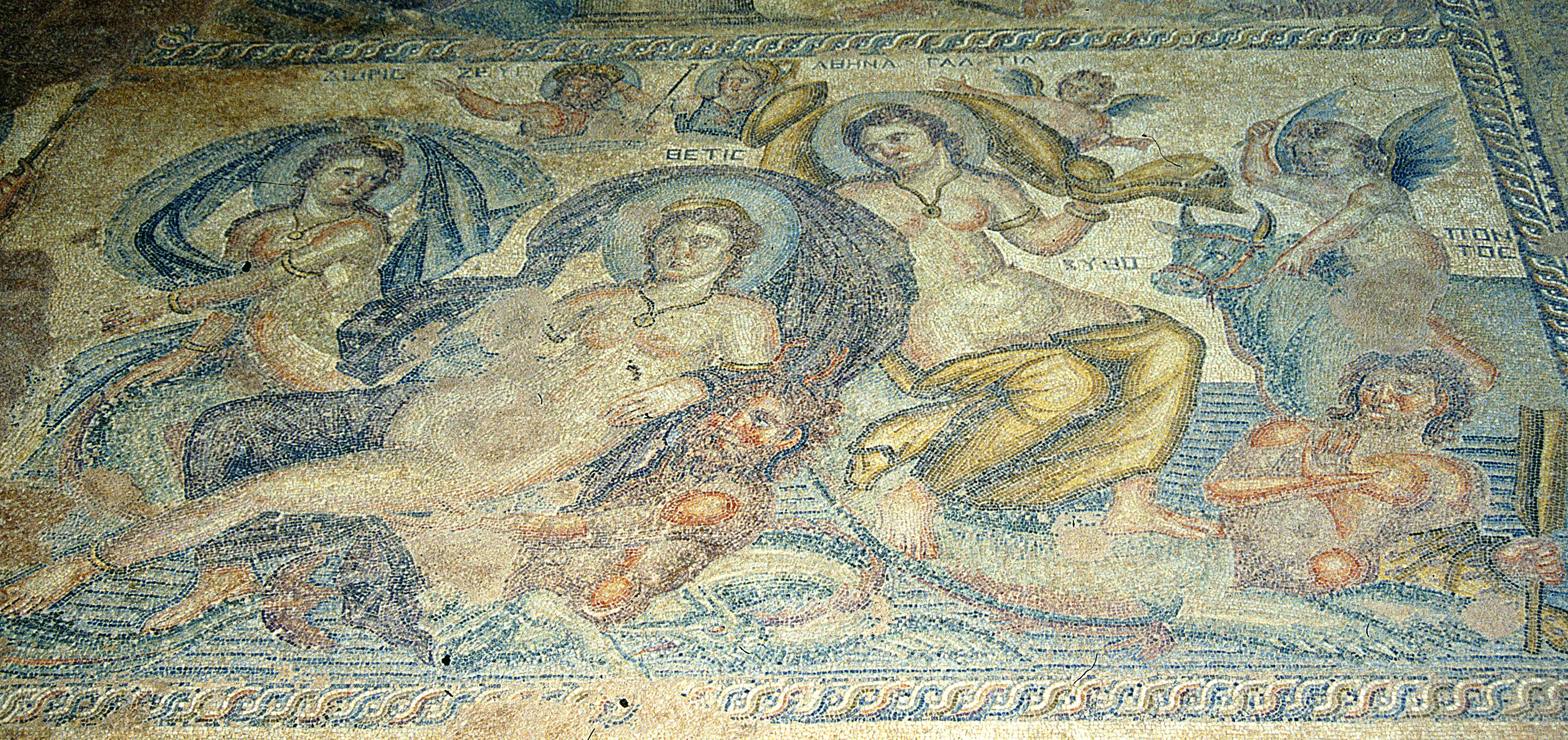
Фетида (в центре), Бифос (в центре внизу). Мозаика археологического парка Пафоса, «Состязание в красоте между Кассиопеей и нереидами»

На пафосской мозаике изображен только Бифос, несущий нереид, Фетида вместе с двумя другими нереидами, Дорида и Галатея.
Два морских бога также появляются в паре совпадающих скульптур (принадлежащих музеям Лувра и Ватикана), изображающих товарищей Силена, несущих бога Диониса после того, как его компания была выгнана в море царём Фракии Ликургом.

#### Афрос
Афрос — это царь Древней Ливии и прародитель Афрои (или карфагенян), согласно записи в Византийском Лексиконе Суда. Мозаика, найденная в Тунисе, подтверждает эту веру; на ней изображена пара африканских морских богов, плавающих рядом с колесницей Посейдона — один — ихтиокентавр Афрос, а другой — двуглавый тритон, бог ливийского озера Тритонис.
Суда также утверждает, что этот Афрос был сыном Кроноса и Филиры. Это соответствует происхождению кентавра Хирона, который был сыном титана Кроноса и нимфы Филиры (Библиотека Псевдо-Аполлодора 1.2), из чего можно вывести, что Афрос и Хирон были родными братьями. Афрос, возможно, считался приёмным отцом Апродита, учитывая их сходство в именах.

### Другие примеры
Монохромная мозаика Истмии (II век н. э. или позже) включала в себя тритона в форме ихтиокентавра на верхней панели и крылатого тритона в нижней части; оба этих бородатых тритона были изображены с парой органов, похожих на клешни ракообразных, растущих из их голов.
Пара морских тиазидных фрагментов фрески в Геркулануме была описана так, что в одном фрагменте имеется два тритона, один из является ихтиокентавром. Ихтиокентавр здесь безбородый и имеет полосатый трезубец. Пара ног или клешней морских раков (лангустов) прорастает из головы каждого тритона. На втором фрагменте молодой ихтиокентавр идёт впереди гавани Венеры; ихтиокентавр держит два объекта, которые трудно идентифицировать.

## Примеры в литературе
Одним из поздних отмеченных литературных примеров является стихотворение Клавдиана (ум. 404) Эпиталама о свадьбе Гонория и Марии, в котором Венера едет на спине Тритона, пока вся её процессия направляется на свадьбу. Здесь Тритон описывается следующим образом: «Ужасное чудовище вырвалось из бездны; его вздымающиеся волосы коснулись плеч его; копыта, подобно раздвоенным рогам, обвитые щетиной, появились там, где его рыбий хвост соединился с его человеческим телом». Вильгельм Генрих Рошер заметил, что этот тритон (с раздвоенными копытами) описывается как подтип ихтиокентавра с передними ногами быка.

## Ренессанс
«Морской сатир» или «морской пан» Конрада Геснера также описывался как «ихтиокентавр» или «морской дьявол» в главе о тритонах его Historiae animalium IV (1558). В переводе на немецкий язык это существо называется «Meerteuffel ['sic.]» или «морской дьявол».
Этот «морской демон» (нем. Meerteufel) с другими именами, такими как «морской чудовищный Пан», «чудовищный морской сатир» или «рыба-кентавр», также использовался на геральдических изображениях.

## Сноски
1. ↑  Cp. Океан условно изображен с клешнями краба или лобстера ("pinces de crabe/homard") на своих головах, в том числе в Зевгме[12]. Ср. также Pauline (1972) на обеих "antennae (антеннах)" и "pincers (клешнях)" представленных на головах Океана/морских божеств в мозаике[13].
2. ↑  Абади-Рейнал на самом деле заявляет, что "увенчаны антеннами лобстеров (couronné d'antennes de homards)", но они заканчиваются тем, что похоже на клешни (или pinces, слово, используемое другими французскими учёными, чтобы описать такие придатки), и проводит различие по сравнению с "antennae", описанными в мозаике Апамеи, как Афрос описан ниже[15].
3. ↑  Второй Тритон, бородатый, имеет 2 рыбьих хвоста и несёт весло.